# Церусит
Церуситът (известен също като оловен карбонат или бяла оловна руда) е минерал, състоящ се от оловен карбонат (PbCO3) и е важна оловна руда. Името му произлиза от латинското cerussa, оловно бяло.
Церуситът кристализира в орторомбичната кристална система и е изоморфен на арагонита. Подобно на арагонита, той много често е двоен, като съставните кристали са с псевдо-шестоъгълна форма. Три кристала обикновено са сдвоени заедно на две страни на призмата, създавайки шестлъчеви звездовидни групи, като отделните кристали се пресичат под ъгли от близо 60°. Кристалите се срещат често и обикновено имат много ярки и гладки повърхности.
Церуситът също се среща в компактни гранулирани маси, а понякога и във влакнести форми. Минералът обикновено е безцветен или бял, понякога сив или зеленикав оттенък и варира от прозрачен до полупрозрачен с непреклонен блясък. Той е много крехък. Има твърдост по Моос от 3 до 3,75 и специфично тегло 6,5.
Разновидност, съдържаща 7% цинков карбонат, заместващ оловния карбонат, е известна като иглесиазит от Иглесиас в Сардиния, където има находище.
Церуситът може лесно да бъде разпознат по характерното си сдвояване, в съчетание с адамантиновия блясък и високото специфично тегло. Разтваря се с ефервесценция в разредена азотна киселина.
Фино кристализирани образци са получени от мината Фридрихсеген в Ланщайн, Рейнланд-Пфалц, Йохангеоргенщат в Саксония, Щрибро в Чехия, Фениксвил в Пенсилвания, Броукън Хил в Нов Южен Уелс и няколко други местности. Церуситът често се среща в значителни количества и има съдържание на олово до 77,5%.
Оловният (II) карбонат е практически неразтворим в неутрална вода (продукт на разтворимост [Pb2+][CO32−] ≈ 1,5×10−13 при 25 °C), но ще се разтвори в разредени киселини.

## Търговска употреба
„Бялото олово“ е ключовата съставка на (вече спрени от употреба) оловни бои. Поглъщането на стърготини от боя на оловна основа е най-честата причина за отравяне с олово при деца.
Както „бялото олово“, така и оловният ацетат са използвани в козметиката през цялата човешка история, въпреки че тази практика е преустановена в западните страни.

## Галерия
- Кристал церусит, вторична оловна руда
- Светлината на пустинята е един от най-големите фасетирани церусити в света, 890 карата.[6]
- Безцветен кристал церусит, който е включен в зелен малахит
- Пример за ретикуларен растеж